# Пътниково
Пътниково е село в Южна България. То се намира в община Стамболово, област Хасково.

## География
Село Пътниково се намира в планински район.